# Haltichella melana
Haltichella melana är en stekelart som beskrevs av Schmitz 1946. Haltichella melana ingår i släktet Haltichella och familjen bredlårsteklar. Inga underarter finns listade i Catalogue of Life.